# Jean Gemähling
Jean Gemähling, né le 19 novembre 1912 à Paris et mort le 2 mai 2003 à Lagny-sur-Marne, est un résistant français, Compagnon de la Libération par décret du 17 novembre 1945.

## Biographie
Durant la Seconde Guerre mondiale, il est responsable du renseignement au sein du mouvement Combat. Il se fait arrêter et est emprisonné à la Prison Chave à Marseille. Il réussit à s'en évader en 1943.
Après la guerre, Compagnon de la Libération, il travaille pour le CEA. Dans les années 1980, il a été membre du conseil d'administration du mémorial des enfants d'Izieu.

## Distinctions
- Commandeur de la Légion d'honneur
- Compagnon de la Libération par décret du 17 novembre 1945[2]
- Croix de guerre 1939–1945, palme de bronze